# Мьюз, Аризона
Аризо́на Мьюз (англ. Arizona Muse; 18 сентября 1988, Тусон, Аризона, США) — американская фотомодель.

## Биография
Выросла в Санта-Фе, штат Нью-Мексико. Начала свою карьеру модели в 2008 году длинноволосой блондинкой. Но известность приобрела только в 2010 году, когда она вернулась в модельный бизнес как брюнетка с коротко стриженными волосами, после того как родила сына. Живёт в Бруклине с сыном Никко 2009 года рождения.
Аризона участвовала в съемках для французского, американского, китайского, британского, корейского, испанского, итальянского и русского Vogue, W, V, Numéro и Dazed & Confused. Американский Vogue написал о Аризоне статью, также в марте 2011 года ей был посвящён номер Dazed & Confused. 
Аризона появилась на обложке итальянского Vogue, фотографом был Стивен Мейзел, Numéro, фотографировал Карл Лагерфельд, оба раза вместе с Фреей Бехой Эриксен, и Dazed & Confused.
Аризона появлялась в рекламных кампаниях таких брендов, как David Yurman, Jil Sander, Alberta Ferretti, Chloé, Prada и Yves Saint Laurent. Заняла 5-е место в списке 50 лучших моделей по версии models.com на январь 2012 года.
С 17 июня 2017 года Аризона замужем за остеопатом Бонифасом Верни-Кэрроном. У Мьюз двое детей — сын Никко Мьюз (род. 14.04.2009) от отношений со стилистом Мануэлем Куантаной и дочь Сай Куинн Верни-Кэррон (род. 15.11.2018) от нынешнего брака.